# 田布施町立城南小学校
田布施町立城南小学校（たぶせちょうりつ じょうなんしょうがっこう）は、山口県熊毛郡田布施町にある公立小学校。

## 概要
田布施町は山口県南東部に位置し、瀬戸内海に面した町で中央部は平坦地、瀬戸内海型気候区に属している。学校は北部の田園地帯で県道162号沿いにあり、南にJR山陽本線、県道23号が通る。1985年（昭和60年）10月には開校100周年を迎えた。児童数は、2020年4月17日現在で57名。

## 沿革
- 1885年（明治18年）10月 - 尾尻に校舎を建てる。
- 1887年（明治20年）4月 - 城南小学校と改称。
- 1901年（明治34年）4月 - 高等科を併設し、城南尋常高等小学校と改称。
- 1908年（明治41年）3月 - 小学校令の改正により、尋常科6年、高等科2年を置く。
- 1917年（大正6年）1月 - 校舎を増築。
- 1936年（昭和11年）1月 - 校舎を増築。
- 1941年（昭和16年）4月 - 国民学校令により、城南国民学校と改称。
- 1947年（昭和22年）4月 - 学校教育令により、城南小学校と改称。
- 1955年（昭和30年）
  - 1月1日 - 麻里布村、麻郷村、田布施町、城南村が合併し田布施町が発足、田布施町立城南小学校と改称。
  - 3月 - 校章を制定。
- 1960年（昭和35年）11月 - 前校舎落成（校長室、職員室、給食室、特別教室3、保健室）。
- 1965年（昭和40年）10月 - 開校80周年記念行事を挙行し、校旗、校歌を制定。
- 1969年（昭和44年）7月 - プールが完成。
- 1972年（昭和47年）3月 - 新校舎落成（鉄筋2階、普通6教室）。
- 1976年（昭和51年）12月 - 校舎を増築（普通2教室）。
- 1978年（昭和53年）12月 - 校舎を増築（普通2教室）。
- 1980年（昭和55年）
  - 3月 - 体育館新設、新校舎落成（鉄筋2階、普通2、特別教室3）。
  - 9月 - 第3校舎裏側擁壁工事が完了。
- 1982年（昭和57年）8月 - 校長室、職員室、保健室を改修。
- 1992年（平成4年）4月 - 体育倉庫を新築。
- 1999年（平成11年）3月 - 校長室・職員室を移転し、保健室を竣工。
- 2002年（平成14年）8月 - 第2校舎外壁を改修。
- 2007年（平成19年）8月 - 屋内運動場屋根を改修
- 2010年（平成22年）11月 - 体育館耐震工事が完了。
- 2013年（平成25年）9月 - 校舎連絡通路を改修。
- 2015年（平成27年）4月 - たんぽぽ学級新設。
- 2016年（平成28年）4月 - コミュニティ・スクールに指定される。
- 2017年（平成29年）
  - 7月 - 玄関にウェルカム・ボードを設置する。
  - 9月 - 学校のマスコット・キャラクター「心くん」作成。
- 2018年（平成30年）
  - 4月 - たんぽぽ学級2組新設。
  - 5月 - 放課後子ども教室（城南こころ教室）開設。
- 2021年（令和3年）3月 - ICT機器（大型モニター・タブレット端末）設置。

## 教育目標
自立に向けて ともに磨き合う児童の育成

## 学校行事
| - 4月 始業式、入学式 - 5月 修学旅行 - 6月 | - 7月 終業式 - 8月 - 9月 始業式、運動会 | - 10月 - 11月 校内持久走大会 - 12月 終業式 | - 1月 始業式 - 2月 - 3月 6年生を送る会 、卒業式、修了式 |

## 通学区域
- 宿井、新宿井1、新宿井2、石の口、吉井、城南、瓜迫、西山、川西、大田、葛岡[1]

## 進学先中学校
- 田布施中学校[1]

## 学校周辺
- 山口県道162号石城山光線
- 田布施町立城南保育園 - 敷地が隣接、かつ進学前保育園のひとつ。
- 田布施町城南公民館
- 山口県警柳井警察署城南駐在所
- 児童発達支援事業所たんぽぽの家
- 城南郵便局
- 光地区消防組合中央消防署東出張所
- 山口県道23号光上関線
- 田布施川

## 交通
- JR西日本山陽本線田布施駅から、徒歩約3km・約45分。